# Purpura cerebri
Unter Purpura cerebri versteht man disseminierte, petechiale, also verstreut auftretende, punktförmige Blutungen im Gehirn. Die Blutungen sehen flohstichartig aus und befinden sich hauptsächlich in der weißen Substanz in der Umgebung von kleinen Gefäßen.
Ursachen können zerebrale Fett- und Luftembolien, leukämische Hirnbeteiligung, hyperergische Reaktion mit akuter hämorrhagischer Leukenzephalitis, disseminierte intravasale Koagulopathie, das Einatmen nitroser Gase, Multiorganversagen durch Schock ausgelöst und Sepsis durch gramnegative Bakterien sein.
Folge der Purpura cerebri sind Hirnödem und Steigerung des Hirndruckes.